# Viktor Moiseevitch Paneyakh
 (septembre 2020).
Viktor Moiseevitch Paneyakh (30 juin 1930, Saratov - 19 juillet 2017, Saint-Pétersbourg) est un historien et archéologue soviétique et russe, spécialiste de l'histoire de la Russie aux XVIe et XVIIe siècles.  

## Biographie
Viktor Moiseevitch Paneyakh est le cousin de l'historien L. E. Kertman. 
Diplômé de la faculté d'histoire de l'Université d'État de Leningrad (1953) où il a effectué ses études de troisième cycle sous la direction du professeur Boris Alexandrovitch Romanov (1889-1967). Il passe son doctorat en 1974 avec une thèse portant sur le servage au XVIe siècle et au début du XVIIe. 
À partir de 1960, il gravit à l'Institut d'histoire de l'université de Leningrad (puis Saint-Pétersbourg) et devient chef du département d'histoire ancienne. 
De 1995 à 1997, il est doyen de la Faculté d'histoire de l'Université européenne de Saint-Pétersbourg. À partir de 1996, il y enseigne l'archéologie et les bases de la Diplomatique. Il a également organisé des séminaires sur l'histoire soviétique et sur l'École d'histoire de Saint-Pétersbourg. 
Sa fille Alla (née en 1953) est responsable de la bibliothèque scientifique du Musée national d'histoire de la religion. 
Viktor M. Paneyakh est enterré au cimetière sud de Saint-Pétersbourg.

## Activité scientifique
Viktor M. Paneyakh s'est intéressé à de nombreux domaines de l'histoire de la Russie : archéologie, histoire sociale et politique médiévale, histoire politique de la Russie soviétique, École d'histoire de Saint-Pétersbourg... Il est l'auteur de plus de 200 publications scientifiques. 
Il a dirigé l'édition des actes législatifs les plus importants de la Russie des XVIe et XVIIe siècles. 

## Principaux travaux
Monographies
- Pougatchev et ses partisans. M. - L., 1965 (" collection scientifique populaire de l'Académie des sciences de l'URSS "; co-écrit avec Y. A. Limonov et V. V. Mavrodin ) - 2e éd. sous le titre "Pougatchev et Pougatchevistes". L. 1974 .
- Servitude liée aux dettes en Russie au XVIe siècle. L., 1967;
- Le servage au XVIe - début du XVIIe siècle L., 1975;
- Le servage dans la première moitié du XVIIe siècle L., 1984;
- Vie et œuvre de l'historien: Boris Alexandrovitch Romanov . SPb., 2000;
- Études historiographiques. SPb., 2005